# 65P/Gunn
La cometa Gunn 1, formalmente 65P/Gunn, è una cometa periodica appartenente alla famiglia delle comete gioviane.
La cometa è stata scoperta il 27 ottobre 1970, l'annuncio della sua scoperta è stato fatto l'11 dicembre 1970, il 20 settembre 1974 venivano annunciate osservazioni di prescoperta risalenti al 21 ottobre 1970, ossia 6 giorni prima della scoperta ufficiale , il 17 novembre 1980 venivano annunciate osservazioni risalenti fino all'8 agosto 1954, ossia ben oltre sedici anni prima della scoperta ufficiale.